# とくしま市民遺産
とくしま市民遺産（とくしましみんいさん）は、徳島県徳島市が選定した徳島市の景観・伝統文化である。

## 概要
2010年（平成22年）に徳島市の市制120周年を迎えたことを記念して、選考委員会による審査を行い45件の「とくしま市民遺産」を決定した。「自然・景観」・「歴史」・「街・暮らし」・「文化」の4項目がある。

## とくしま市民遺産一覧

### 自然・景観

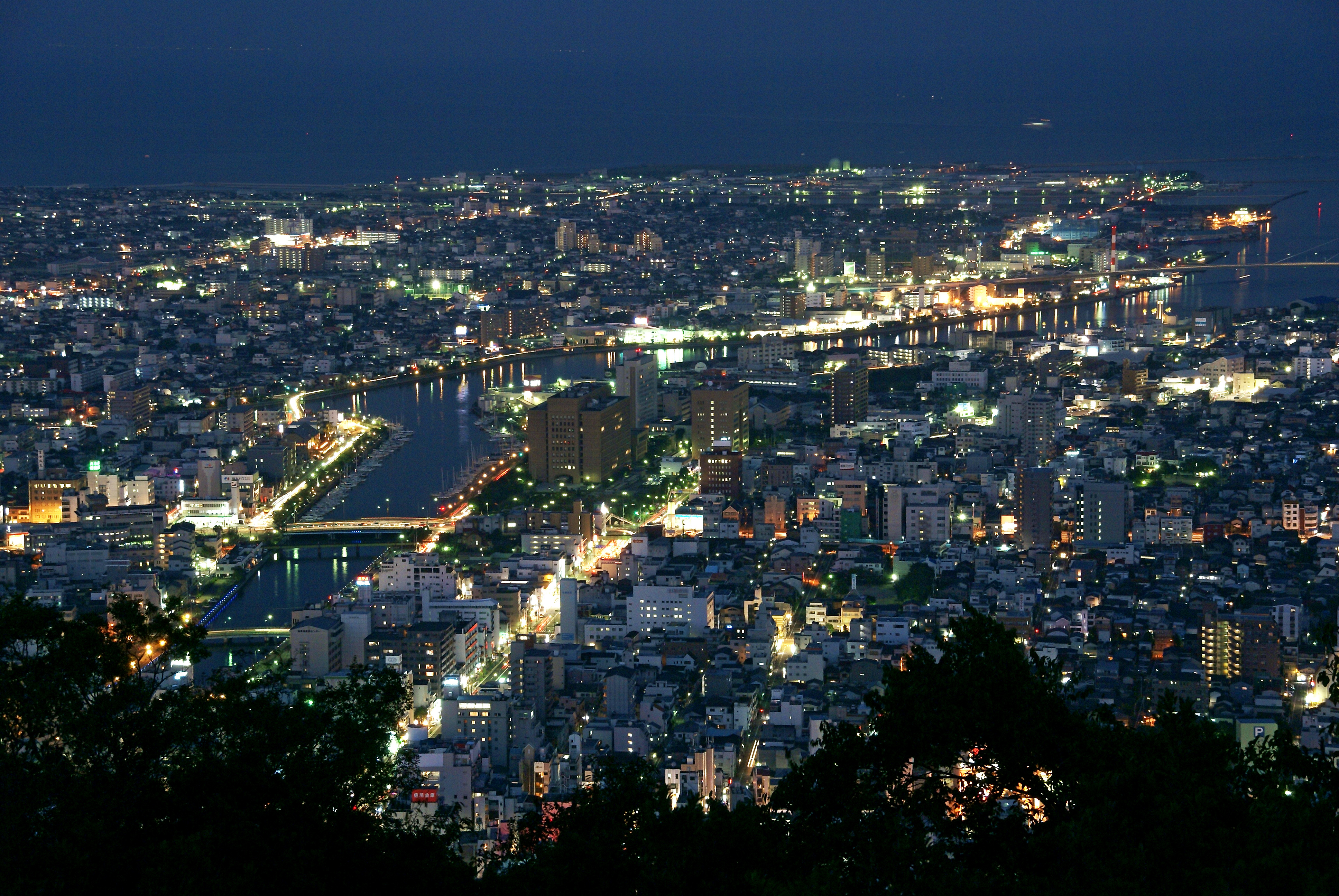
眉山公園から望む徳島市の夜景

- 眉山周辺の湧水（眉山湧水群、蔵清水）
- 城山（ホルトノキと城山貝塚）
- 眉山からの夜景
- 八多の五滝
- 椎宮八幡神社のつつじ
- 弁天山
- 鳴滝
- 権現さんの名水（御神水）
- シラスウナギ漁の風景
- 吉野川河口
- 吉野川北岸堤防からの眺め

### 歴史

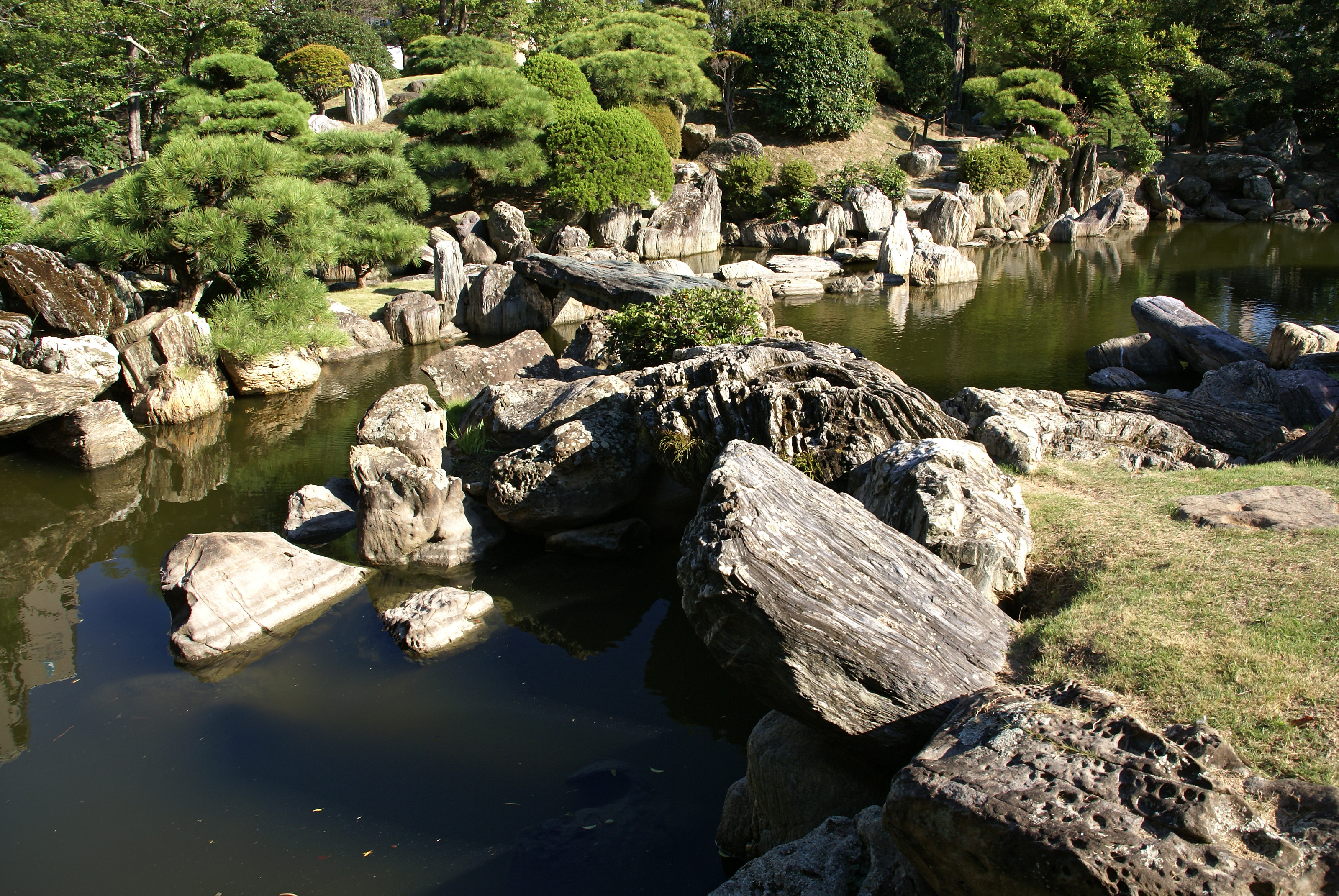
旧徳島城表御殿庭園

- 徳島城の石垣
- 旧徳島城表御殿庭園
- 金刀比羅神社の大灯籠
- 一宮神社と一宮城跡
- 袋井用水
- 蔵珠院のまいこみ泉
- 高地蔵
- 藩政時代の松並木（中徳島河畔緑地）
- 徳島藩主蜂須賀家墓所
- 蛭子神社の百度石
- 四所神社の船だんじり

### 街・暮らし

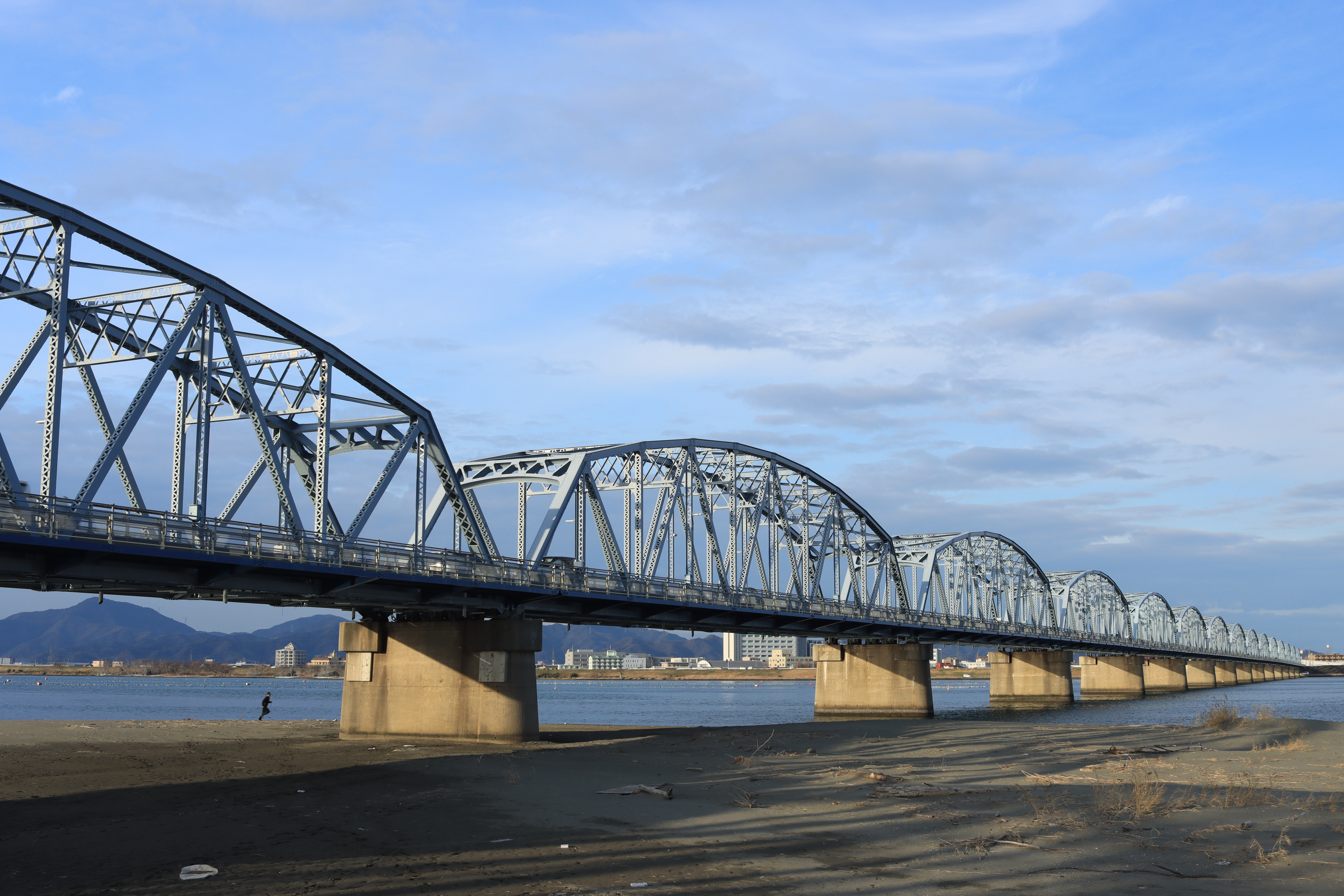
吉野川橋

- 大滝山界隈
- 三河家住宅
- ラジオ塔（徳島中央公園）
- 寺町一帯
- ひょうたん島クルーズ
- 旧高原ビル
- ケンチョピア
- 八万町夷山の町並み
- こくふ街角博物館
- おとめ石の石垣
- へんろみち
- 吉野川橋

### 文化
- 通町のえびす祭り
- 徳島城内小屋掛 阿波人形浄瑠璃芝居
- 滝のやきもち

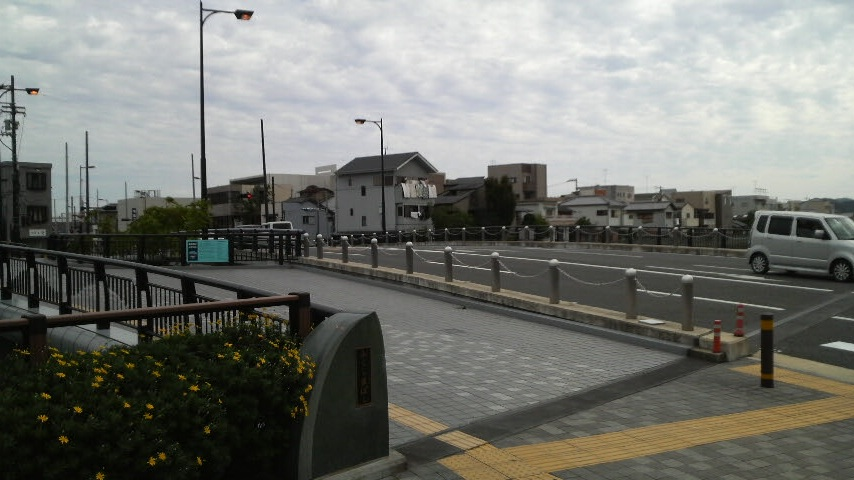
福島橋

- 五か所参り（大日寺、常楽寺、国分寺、観音寺、井戸寺）
- 福島橋の人柱伝説
- 狸の祠と民話（阿波狸合戦）
- お鯉さん
- 藍染め
- 阿波しじら織
- そば米汁
- ボウゼの姿ずし